# Leitlinien zum Tarifwechsel in der PKV
Die Leitlinien der Privaten Krankenversicherung für einen transparenten und kundenorientierten Tarifwechsel (kurz: Tarifwechsel-Leitlinien der PKV) sind ein 2014 vom Verband der Privaten Krankenversicherung erarbeiteter Leitfaden für die Praxis des Tarifwechsels in der privaten Krankenvollversicherung (PKV). Grundlage ist das Tarifwechselrecht nach § 204 des Versicherungsvertragsgesetzes (VVG). Zu den Mitgliedsunternehmen der Leitlinien, die am 1. Januar 2016 in Kraft getreten sind, zählen 25 der größten privaten Versicherungsunternehmen Deutschlands wie etwa Allianz, Debeka, Axa und Signal Iduna. Ziel der Leitlinien ist ein kundenfreundliches Vorgehen hinsichtlich des Tarifwechselrechts in der PKV seitens der Versicherungsunternehmen.

## Hintergrund
Nach der Reform des Versicherungsvertragsgesetzes (VVG) haben privat Versicherte nach § 204 seit dem 1. Januar 2009 das Recht, ohne Verlust ihrer Alterungsrückstellungen innerhalb des Versicherungsunternehmens einen Tarifwechsel vorzunehmen. 
Aufgrund ökonomischer Nachteile für die Versicherungsunternehmen haben diese Medienberichten zufolge in der Vergangenheit immer wieder Tarifwechsel-Anliegen ihrer Kunden blockiert oder durch gezielte Verunsicherung oder das alleinige Aufzeigen für den Kunden unattraktiver Alternativen torpediert. Nachdem in der Presse und den Verbraucherzentralen wiederholt Kritik an diesem Vorgehen geübt wurde, erarbeitete der Verband der Privaten Versicherung 2014 die „Leitlinien der Privaten Krankenversicherung für einen transparenten und kundenorientierten Tarifwechsel“, die dazu beitragen sollen, die erlassenen Gesetze auch in der Praxis der Versicherungsunternehmen zu verankern. 

## Regelungen
Vorrangiges Ziel der Leitlinien ist es, mehr Transparenz und damit Entscheidungsfreiheit für den Kunden am PKV-Markt zu schaffen. Das Recht des Versicherungsnehmers auf Tarifwechsel wird anerkannt, und ihm wird eine umfassende, individuelle und transparente Beratung hinsichtlich gleichwertiger Tarifalternativen durch das Versicherungsunternehmen zugesichert. Entgegen der Prämisse größtmöglicher Transparenz wird dem Versicherer jedoch auch die Möglichkeit einer Vorauswahl der für geeignet erachteten Tarife zugestanden.
Die den Leitlinien beigetretenen Unternehmen verpflichten sich unter anderem dazu, Anfragen der Versicherten zur Durchführung eines Tarifwechsels innerhalb von 15 Arbeitstagen zu beantworten, sowie mit Hilfe von weiterführenden Hinweisen und einer individuell adäquaten Beratung eine zügige Durchführung des Tarifwechselwunsches sicherzustellen. Verzögert sich die Bearbeitung im Einzelfall, erfolgt innerhalb der Frist eine Zwischennachricht, ggf. mit der Bitte um Vervollständigung der Unterlagen. Ist anlässlich des Antrags auf Tarifwechsel eine Risikoprüfung erforderlich, wird diese unverzüglich durchgeführt. Das Versicherungsunternehmen nennt eine Telefonnummer oder einen Ansprechpartner.
Zudem werden Kundenbeschwerden zum Tarifwechsel laut Leitlinie umfassend und rasch bearbeitet. Auf Beschwerden erhält der Versicherte möglichst innerhalb von 15 Arbeitstagen eine umfassende und verständliche, auf die Beschwerde eingehende schriftliche Antwort. Verzögert sich die Bearbeitung im Einzelfall, erfolgt innerhalb der Frist eine Zwischennachricht.
Die teilnehmenden Unternehmen verpflichten sich verbindlich dazu, die genannten Vorgaben in der Praxis der Unternehmung zu verankern. Gleichwohl erfolgt die Mitgliedschaft und Zustimmung zu den Leitlinien zum Tarifwechsel in der PKV auf freiwilliger Basis.

## Kritik
Nach wie vor werden aus der Praxis Fälle bekannt, die gegen eine umfassende Umsetzung der Leitlinien in der Branche sprechen. Zudem haben sich längst nicht alle großen Versicherungsgesellschaften zur Umsetzung der Leitlinien verpflichtet. Gesellschaften wie die HanseMerkur, Central oder uniVersa gehören beispielsweise nicht zu den teilnehmenden Unternehmen. Des Weiteren sind in den Leitlinien keinerlei Sanktionen bzw. Konsequenzen aufgeführt, die ein Vorgehen bei Nichteinhalten der Vorgaben festlegen. 